# تپه لله ۱
تپه لله ۱ مربوط به دوره اشکانیان است و در شهرستان کرمانشاه، بخش کوزران، دهستان سنجابی، ضلع شمال و غرب روستای لله واقع شده و این اثر در تاریخ ۲۷ اسفند ۱۳۸۶ با شمارهٔ ثبت ۲۲۴۳۳ به‌عنوان یکی از آثار ملی ایران به ثبت رسیده است.